# Hans Petter Buraas
Hans Petter Buraas (Bærum, 20 marzo 1975) è un ex sciatore alpino norvegese, campione olimpico nello slalom speciale a Nagano 1998.

## Biografia

### Stagioni 1993-1998
Originario di Gjettum di Bærum, Buraas debuttò in campo internazionale ai Mondiali juniores di Monte Campione/Colere 1993, ottenendo come miglior piazzamento il 17º posto nello slalom gigante. Nella stessa manifestazione iridata giovanile, l'anno successivo a Lake Placid, conquistò la medaglia di bronzo nella stessa specialità. Esordì in Coppa del Mondo il 3 dicembre 1994 a Tignes in slalom gigante, non riuscendo a qualificarsi per la seconda manche.
Divenuto slalomista puro, Buraas 10 il gennaio 1997 colse il suo ultimo successo in Coppa Europa, a Donnersbachwald, e il giorno successivo l'ultimo podio (3º), nella medesima località. Si aggiudicò il primo podio in Coppa del Mondo il 15 dicembre 1997 nello slalom speciale disputato in notturna a Sestriere, piazzandosi 3º alle spalle del connazionale Finn Christian Jagge e dell'austriaco Thomas Sykora. Convocato per i XVIII Giochi olimpici invernali di Nagano 1998, sua prima presenza olimpica, Buraas onorò la partecipazione aggiudicandosi la medaglia d'oro vincendo la gara davanti al compagno di squadra Ole Kristian Furuseth e a Sykora.

### Stagioni 1999-2008
Nel 1999 dopo esordì anche ai Campionati mondiali, ma nella rassegna iridata di Vail/Beaver Creek non completò la prova. L'11 dicembre 2000 sulle nevi di Sestriere conquistò l'unica vittoria di carriera in Coppa del Mondo, mentre ai successivi Mondiali di Sankt Anton am Arlberg 2001 non completò la prima manche. Ottenne l'ultimo podio in Coppa del Mondo il 28 gennaio 2003 concludendo 3º nella gara in notturna di Schladming, dietro al finlandese Kalle Palander e all'austriaco Benjamin Raich.
Fuori gara ai Mondiali di Sankt Moritz 2003, anche ai XX Giochi olimpici invernali di Torino 2006, sua ultima presenza olimpica, non completò la prova; ai Mondiali di Åre 2007, suo congedo iridato, si piazzò 8º. Abbandonata la Coppa del Mondo al termine della stagione 2006-2007 (disputò l'ultima gara il 4 marzo a Kranjska Gora, senza concludere la prima manche), si ritirò definitivamente in occasione dei Campionati norvegesi del 2008.

## Palmarès

### Olimpiadi
- 1 medaglia:
  - 1 oro (slalom speciale a Nagano 1998)

### Mondiali juniores
- 1 medaglia:
  - 1 bronzo (slalom gigante a Lake Placid 1994)

### Coppa del Mondo
- Miglior piazzamento in classifica generale: 19º nel 1998
- 10 podi (tutti in slalom speciale):
  - 1 vittoria
  - 4 secondi posti
  - 5 terzi posti

#### Coppa del Mondo - vittorie
| Data             | Località  | Paese  | Specialità |
| ---------------- | --------- | ------ | ---------- |
| 11 dicembre 2000 | Sestriere | Italia | SL         |

Legenda:

SL = slalom speciale

### Coppa Europa
- 4 podi (dati dalla stagione 1994-1995):
  - 1 vittoria
  - 3 terzi posti

#### Coppa Europa - vittorie
| Data            | Località        | Paese   | Specialità |
| --------------- | --------------- | ------- | ---------- |
| 10 gennaio 1997 | Donnersbachwald | Austria | SL         |

Legenda:

SL = slalom speciale

### Campionati norvegesi
- 6 medaglie (dati dalla stagione 1992-1993):
  - 3 ori (combinata  nel 1993; slalom gigante, slalom speciale nel 1998)[2]
  - 3 bronzi (slalom gigante nel 1997; slalom gigante nel 2001; slalom speciale nel 2007)